# Laura Henno

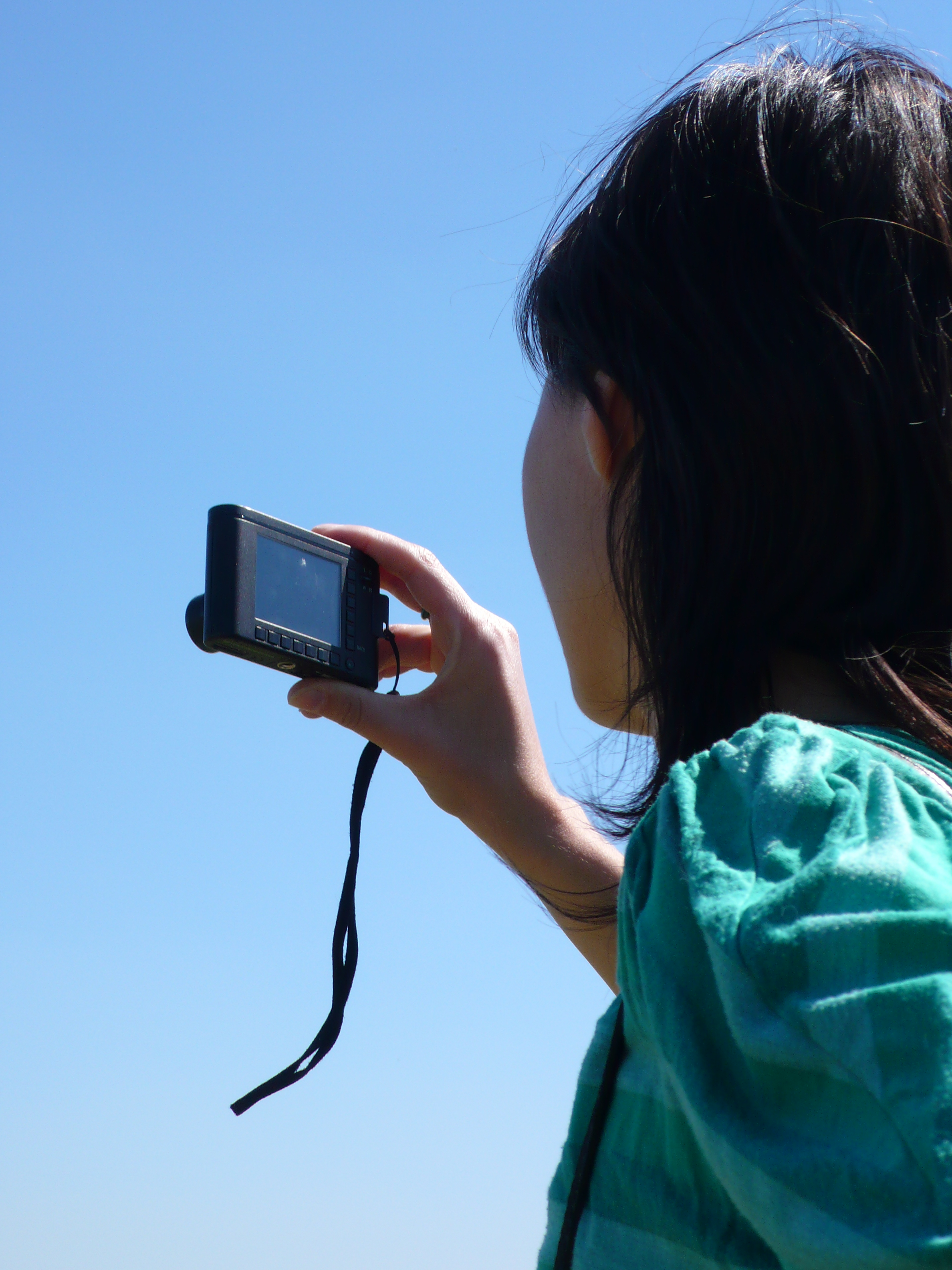
Laura Henno en 2008.

Laura Henno, née le 15 mai 1976 à Croix, est une photographe et réalisatrice française.

## Biographie
Née en 1976, elle vit et travaille à Paris. Après avoir étudié les Arts plastiques à Université de Lille, puis la photographie à l’École nationale supérieure des arts visuels de La Cambre à Bruxelles (1998-2001), elle intègre le Studio national des arts contemporains du Fresnoy pour y poursuivre son travail photographique et y réalise un premier film court en 2003, et en sort diplômée.
« Son travail, présent dans différentes collections publiques et privées françaises, fait l’objet de nombreuses expositions personnelles et collectives, en France et à l’étranger. » Pour Télérama en 2018 : « Son obsession intacte est de renouer avec les grands récits fondateurs de l’humanité, à travers des anonymes, qui deviennent dans ses photos les personnages d’une épopée ». Pour Connaissance des arts en 2022 : « Depuis ses débuts, Laura Henno pose son regard sur les existences à la marge, les adolescents fragiles, les jeunes migrants isolés. Par une approche artistique ancrée dans le réel, elle tente de comprendre comment se constitue la résistance de ces invisibles, en réaction à des situations géopolitiques et postcoloniales difficiles ». Elle déclare en 2022 : « Ma photographie, malgré les problématiques abordées, fait un pas de côté par rapport à son rapport au documentaire et aux réalités qu’elle essaie de dépeindre. »
Elle travaille également au sein du collectif d'artistes Qubo Gas.
En juillet 2007, elle est lauréate du Prix Découverte des Rencontres internationales de photographie d'Arles.
Elle expose au début des années 2010 sur les migrants,, et réalise sur eux son film Missing Stories : « Pendant trois ans, elle les a suivis et a construit une fiction documentaire pour le Centre national des arts plastiques, à l’automne 2013. ».
Elle travaille également à  la chambre photographique et indique en 2020 : « La chambre induit un rapport différent avec le modèle. On est un peu caché sous le tissu, la mise en place et les réglages prennent beaucoup de temps. Le sujet est dans l’attente, et ce laps de temps me permet de l’observer, de l’apprivoiser ». En 2018 elle obtient une mention spéciale pour le prix Camera Clara, un prix consacré à la chambre photographique.
En 2014, six de ses photos en tirage argentique, sont acquises par le Musée d'Art contemporain du Val-de-Marne (MAC VAL). L'année suivante, Télérama rencontre la conservatrice Alexia Fabre : « Elle nous entraîne alors au pas de course voir l’un de ses derniers achats, une photo de Laura Henno, une jeune artiste qui a passé de longues semaines auprès d’ados en difficulté et qui a su dire leur mal-être. Dans le cadre, tout est là. Il a plu. A ses doigts rosis, on voit que la jeune fille a froid ; emmitouflée dans une couverture rose fané, une mèche dans les yeux, elle fuit notre regard ; autour, des arbres dénudés, une route déserte, nulle par... « Cette image ne m’a pas quittée pendant trois ans, le temps que je puisse l’acquérir. » ». Il s'agit du tirage argentique On Hold, de la série « Summer Crossing » de 2010.
En 2018, elle expose « Rédemption » aux Rencontres internationales de photographie d'Arles
, des photos sur « Slab City, un campement peuplé de marginaux perdu en plein désert du sud de la Californie ». Pour l'avis critique de Télérama : « L’artiste a l’art de le montrer en rendant l’endroit étouffant à travers des ciels bleu pâle tyranniques, sans nuages, aussi oppressants que les murs d’une prison. Slab City est damnée. [...] Mais l’objectif de Laura Henno n’est pas de nourrir le voyeurisme avec des images chocs. Il est plus ambitieux. Si la violence de l’environnement est présente, c’est à travers des clichés distants, comme celui d’un camping-car déglingué, stationné sous un arbre décharné. Les personnages sont toujours photographiés avec respect, dans un moment de calme, de détente, de tendresse ».
Elle est lauréate du Prix SAM pour l'art contemporain 2019.
Elle voyage régulièrement dans l'archipel des Comores depuis 2009 et réalise à partir de ses séjours plusieurs travaux, dont le court-métrage Koropa en 2013, achevé en 2016, récompensé par plusieurs prix. Le film se penche sur « l’exploitation de mineurs par des passeurs entre les Comores et Mayotte ». Pour Télérama : « un court métrage bouleversant [...] On y voit un orphelin d’une douzaine d’années tenir la barre d’une embarcation sous la houlette de son père « adoptif », qui lui apprend le métier de passeur. Impossible de détacher son regard du gamin, inquiet, conscient des responsabilités qui lui sont données, soucieux de bien faire, alors que s’effiloche son innocence d’enfant dans la nuit noire de ce passage clandestin vers Mayotte ». Elle réalise également, à partir de ses voyages dans l'archipel, le court métrage Djo en 2018 qui se déroule à Mayotte, ou l'exposition  « Ge Ouryao ! Pourquoi t’as peur !»,, au palais de Tokyo en 2022.

## Expositions

### Expositions personnelles
- 2001 : Galerie Taché-Lévy, Bruxelles, Belgique
- 200? : Anciens Grenier à Sel, Lille
- 2004 : Galerie Exprmtl, Toulouse, 2004
- 2006 : Once upon time, Fondation Miró, Barcelone, Espagne
- 2007 : Rencontres internationales de photographie d'Arles, lauréate du prix Découverte
- 2007 : Galerie Francesca Versa, Pérouse, Italie
- 2008 : Galerie Les filles du calvaire, Bruxelles
- 2009 : exposition, Finnish Museum of Photography à Helsinki (Finlande)[5]
- 2011 : « La route du retour », Centre photographique d'Île-de-France[10],[19] Publication à la suite de l'exposition de l'ouvrage Summer crossing[20],[19], textes de Yves Brochard et Raphaëlle Stopin, traduit en anglais par Erin Lawlor et Georges Foy, éd. Filigranes, 2011.
- 2013 : « Missing Stories »[5], Centre régional de la photographie Nord Pas-de-Calais à Douchyles-Mines, et au Musée des beaux-arts de Dunkerque
- 2013 : Galerie Les filles du calvaire, Paris[9],[21]
- 2017 : « M’Tsamboro »[5], BBB Centre d’art de Toulouse. Publication à la suite de l'exposition de l'ouvrage Ge ouryao !,  Toulouse : BBB centre d'art ; Paris : Galerie les Filles du calvaire, 2019[22]
- 2018 : « Rédemption »[6], Rencontres internationales de photographie d'Arles[16]
- 2022 : « Ge Ouryao ! Pourquoi t’as peur !»[3],[7], au palais de Tokyo

### Expositions collectives
- 2001 : Le jour se lève, Galerie Commune, Tourcoing / Rencontres photographiques, Niort
- 2002 : Land's End, Panorama 3, salon du prototype, Le Fresnoy
- 2003 : Twilit Tweed panorama 4, Paysages persistants, Le Fresnoy / Panorama 3, extraits..., Centre d'art de l'Espale, Le Mans
- 2004 : Moving Images, Institute of Contemporary Art, Londres, Grande-Bretagne / Il y a, Galerie Guy Chatillez, Tourcoing
- 2005 : Le jeune, le vivace et le bel aujourd'hui, épisode 3, Centre d'art Mira Phalaina, Montreuil / Ici l'ombre du castel, Carreau Wendell, Petite Rosselle / Le jeune, le vivace et le bel aujourd'hui, épisode 2, Centre d'art Mira Phalaina, Montreuil / Le jeune, le vivace et le bel aujourd'hui, épisode 1, Centre d'art Mira Phalaina, Montreuil
- 2007 : Paysages/visions Paradoxales, Iselp, Bruxelles, Belgique / Éloge de la couleur, Musée des beaux-arts de Dunkerque
- 2008 : Galerie les filles du calvaire, Paris
- 2009 : Asua/Résider, par l'espace 36, Espace Le Carré, Lille
- 2017 : « Paysage français : une aventure photographique (1984-2017) »[5], à la BNF François Mitterrand
- 2017 : Biennale de Sharjah[5] (Beyrouth).
- 2019 : « Persona grata ? »[5],[23],[17], Musée d'Art contemporain du Val-de-Marne (MAC VAL), et Musée de l'Histoire de l'immigration

## Courts-métrages
Réalisatrice
- Missing Stories[4],[11], 2014
- Koropa[5],[25],[17], 19 minutes, 2016
- M’Tsamboro[4], 2017
- Djo, 13 minutes, 2018

## Collections publiques
- Six de ses photos en tirage argentique, sont acquises en 2014[13] par le Musée d'Art contemporain du Val-de-Marne[14] (MAC VAL)
- La vidéo Koropa de 2016, de 19 minutes, est également présente dans la collection du MAC VAL, acquise avec la participation du FRAM Île-de-France[25].
- La vidéo  M’Tsamboro de 2017, est acquise par le  Musée de l'histoire de l'immigration en 2019[4]

## Publications
- Summer crossing, textes de Yves Brochard et Raphaëlle Stopin, traduit en anglais par Erin Lawlor et Georges Foy, éd. Filigranes, 2011[20] Publication à la suite de l'expositon « La route du retour »[19].
- Ge ouryao !, Toulouse : BBB centre d'art ; Paris : Galerie les Filles du calvaire, 2019[22] Publication à la suite de l'exposition « M’Tsamboro », BBB Centre d’art de Toulouse.

## Prix et distinctions
- 2007 : Lauréate du Prix découverte des Rencontres internationales de photographie d'Arles.
- 2016 : 
  - Grand Prix du court-métrage au Festival du film de Belfort - Entrevues pour son film Koropa[27]
  - Prix CAMIRA au Festival du film de Belfort - Entrevues pour son film Koropa[27]
- 2017 : 
  - Prix Égalité diversité du Festival du court-métrage de Clermont-Ferrand pour son film Koropa
  - Mention spéciale Prix du Meilleur court métrage, au Les Arcs Film Festival pour Koropa[28]
  - Nomination Grand Prix Fiction du Vila do Conde International Short Film Festival pour son film Koropa
- 2018 : 
  - Prix CAMIRA au Festival du film de Belfort - Entrevues pour son film Djo[29]
  - Mention spéciale pour le prix Camera Clara[12]
  - Nomination Grand Prix du court-métrage au Festival du film de Belfort - Entrevues pour son film Djo
- 2019 : 
  - Lauréate du Prix SAM pour l'art contemporain
  - Prix du jury du court métrage français, au Champs-Élysées Film Festival pour Djo
  - Nomination Meilleur court, du DocAviv Film Festival pour Djo